# Harry McKay (homme politique)
Pour les articles homonymes, voir Harry McKay et McKay.
Henry Cartmell "Harry" McKay (29 mars 1925-1987) est un homme politique canadien de la Colombie-Britannique. Il est député provincial libéral de la circonscription britanno-colombienne de Fernie de 1960 à 1966.
Après avoir quitté la politique, il devient juge pour le comté de Nanaimo. En 1971, il est nommé juge à la Cour suprême de la Colombie-Britannique.
Au moment de prononcer la sentence du tueur en série d'enfants Clifford Olson, McKay mentionne que Il n’y a pas de punition adéquate dans une société civilisée… j’estime que vous ne devriez jamais bénéficier d’une libération conditionnelle… Il serait imprudent de vous permettre d’être en liberté.